# De Stunt
De Stunt is een Nederlandse musical uit 1967 die voor Jasperina de Jong werd geschreven. Naast een hoofdrol voor De Jong speelden onder anderen ook Willem Nijholt, Trudy Labij en Aart Staartjes mee in de musical.  Voor Willem Nijholt was het zijn musicaldebuut.
De Jong was midden jaren '60 de spil geworden van cabaretgezelschap Lurelei. Ze vond het tijd worden voor een nieuwe uitdaging. Zij en haar man Eric Herfst vroegen hun vaste Lurelei-tekstschrijver Guus Vleugel in 1965 om voor hen een musical te schrijven. Het zou een satirische musical worden met als thema de onvoorwaardelijke maatschappelijke adoratie van alles wat jong en hip is. In oktober 1966 zou de première van de Lurelei-musical plaatsvinden, maar werd om diverse redenen een jaar uitgesteld. Uiteindelijk was in november 1967 in de Twentse Schouwburg te Enschede de voorpremière te zien. De musical deed tot het eind van dat jaar als try-out nog enkele plaatsen buiten de Randstad aan. In januari 1968 volgde de officiële première in het Nieuwe De La Mar Theater in Amsterdam, waar de musical vier maanden te zien zou zijn.
De Stunt verhaalt over een jonge vrouw (Lila van Dintelen) die op aandringen van haar progressieve moeder naam wil maken in het hippe Amsterdamse wereldje, destijds het zogenoemde "magisch centrum van het heelal". Er is een vrije seksuele moraal, er zijn "hippe vogels" en nozems, er wordt geëxperimenteerd met drugs als LSD. Op het openingsfeestje in "De Stunt" - de boetiek en kapsalon van de narcistische Nero Blijdenstein - ontmoet ze de avonturier Herbert Pitt die met haar een "stunt" wil uitvoeren om zijn naam gevestigd te krijgen. Ze gaat op een kamer wonen bij Nero en werkt mee met de stunt, maar deze mislukt. Lila wordt bekeerd tot het geloof door een zeer progressieve dominee, maar verlaat dat leven weer om terug te keren naar Nero. Door een misverstand denkt ze dat hij zelfmoord heeft gepleegd. Uiteindelijk weet ze de homoseksuele Nero zo ver te krijgen om met haar te trouwen en creëert daarmee haar eigen stunt en haar naam in Amsterdam. 

De musical werd buiten Amsterdam weinig begrepen. Toen men na vier maanden in Amsterdam gestaan te hebben weer op tournee door het land ging werd het steeds moeilijker de zalen vol te krijgen. De belangstelling bleek in sommige plaatsen te gering. In Roermond werd een jeugdvoorstelling in het kader van een cultureel theaterabonnement op last van ouders en schoolleiding geschrapt vanwege de seksuele toespelingen. Uiteindelijk werd de musical om financiële redenen voortijdig gestopt. In mei 1968 werd de laatste voorstelling in Rotterdam gespeeld.
Alle 18 liedjes uit de musical verschenen vlak voor de Amsterdamse première al op LP. Van de musical als geheel is geen opname gemaakt.

## Rolverdeling
- Jasperina de Jong - Lila van Dintelen
- Mary van den Berg - Babs van Dintelen
- Willem Nijholt - Nero Blijdenstein
- Jack Dixon - Herbert Pitt
- Aart Staartjes - Adje Lammeneis
- Ger Smit - Dominee van Boven
- Marjan Berk - Marina Modderman
- Trudy Labij - Violet van der Veen
- Frank Sanders - Frankie
- Ad Hoeymans - Henk Plak
- Beer Bossu - Bertje
- Jan Bolt - Boudewijn
- Carola Baay - Mary-Lou
- Maelys Morel - Koosje
- Lia Karon - Riquette
- John Kuipers - Johnny

## Liedjes
01. Hippe vogels 

02. Wees toch tevreden 

03. Voor wat hoort wat 

04. Een stunt is anders

05. Nou vooruit dan maar 

06. Het wordt geweldig 

07. Voor alles is een oplossing te vinden 

08. Progressieve polka 

09. Ik kon d'r best afblijven 

10. Wat ben jij aardig 

11. Publiciteit 

12. Kijk die twee 

13. LSD 

14. Dominee, bekeer u toch 

15. Rijpere leeftijd 

16. Zin in een feessie 

17. Nero is dood 

18. Slotkoraal 

'14-'18 · '40-'45 (België) · '40-'45 (Nederland) · De 3 Biggetjes · 3 Musketiers · Aida · Alice in Wonderland · A xXxmas Carola · Anatevka · Assepoester · Belle en het Beest · Billie Holiday · Bloedbroeders · The Bodyguard · Cabaret · Camelot · Cats · Chicago · Ciske de Rat · Cyrano de Bergerac · De Schone van Boskoop · Daens · Dirty Dancing · Doe Maar! · Domino · Doornroosje · Dracula · Drood · Elisabeth · Evita · Fame · De Finale · Flashdance · Foxtrot · Goodbye, Norma Jeane · Grease · Hair · High School Musical · De Jantjes · Jekyll & Hyde · Jersey Boys · Jesus Christ Superstar · Kadanza · De kleine zeemeermin · Koning van Katoren · Kruimeltje · Kuifje: De Zonnetempel · Kunt u mij de weg naar Hamelen vertellen, mijnheer? · The Last Five Years · Lelies · The Lion King · The Little Mermaid · Love Story · Lover of Loser · Mamma Mia! · De man van La Mancha · Mary Poppins · Les Misérables · Miss Saigon · Muerto! · De Muze van Rubens · My Fair Lady · On Your Feet! · Op hoop van Zegen · Oorlogswinter · The Passion · Pauline & Paulette · The Phantom of the Opera · Pinokkio · Red Star Line · Rembrandt · Robin Hood · Romeo en Julia, van Haat tot Liefde · De Rozenoorlog · Shhh...it happens! · Shrek · Soldaat van Oranje · Spring Awakening · De sprookjesmusical Klaas Vaak · Sneeuwwitje · The Sound of Music · Tarzan · Titanic · Turks fruit · Urinetown · De Vliegende Hollander · Wat Zien Ik?! · Wicked · The Wild Party · The Wiz · Wickie de viking de musical
    Portaal Musical